# 페레스 힐턴
페레스 힐턴(Perez Hilton, 1978년 3월 23일 ~ )은 미국의 블로거, 방송인, 배우이다. 힐턴의 블로그는 배우, 음악가 등의 유명인사의 가십을 전문으로 취급하고 있으며, 유명 인사의 사진에 선정적인 낙서를 넣는 것으로 알려져있다. 힐턴은 플로리다주 마이애미에서 태어났다. 부모님은 쿠바계의 인물이다. 1996년 Belen Jesuit Preparatory School을 졸업하고 뉴욕 대학교에 진학하고 졸업하였다. 2002년에 로스앤젤레스에 이주하여 살고있다. 공개적으로 커밍아웃한 게이이다.

## 출연 작품
- 위 러브 유, 샐리 카마이클! (2017)
- 미트 더 블랙스 (2016)
- 베티 페이지 리빌스 올 (2012)